# Chiguará
Chiguará – miasto w Wenezueli, w stanie Mérida.